# 国際医療福祉大学の人物一覧
国際医療福祉大学の人物一覧（こくさいいりょうふくしだいがくのじんぶついちらん）は、国際医療福祉大学に関係する人物の一覧記事。

## 教職員
- 大谷藤郎 - 初代学長
- 高木邦格 - 設立者、理事長
- 北島政樹 - 第3代学長、名誉学長、副理事長
- 杉原素子 -前 日本作業療法士協会会長（元成田保健医療学部長、元副学長、元副大学院長、元小田原保健医療学部長）
- 亀口憲治 - 臨床心理学者、 臨床心理士、家族心理士、家族相談士認定機構常務理事、NPO法人システム心理研究所代表（元大学院教授、医療福祉学研究科 臨床心理学専攻主任）
- 和田秀樹 - 精神科医、評論家〔教育・医療、政治・経済〕（元大学院教授）
- 小田晋 - 精神科医（客員教授）（元大学院教授）
- 井上智子 - 看護学者、元国立看護大学校校長、（成田看護学部長）
- 黒岩祐治 - 神奈川県知事、元フジテレビジョン報道局解説委員・ニュースキャスター（元大学院教授）
- 草間幹夫 - 日本口腔内科学会理事長
- 佐藤禎一 - 元文部事務次官、元国際連合教育科学文化機関（ユネスコ）日本政府代表部特命全権大使、元東京国立博物館長（名誉教授）
- 佐藤みつ子 - 看護学者、元看護生涯学習センター長（元大学院教授）
- 竹尾恵子 - 看護学者、元国立看護大学校校長、元佐久大学学長（元保健学部看護学科教授）
- 中川雅文 - 聴覚評論家、耳鼻咽喉科学および神経生理学医師、医学部教授
- 松本哲哉 - 医師、感染制御学、元東京医科大学医学部 教授
- 和田耕治 - 元本学教授、医師、公衆衛生学、元北里大学医学部 准教授
- 北村義浩 - 元本学教授、日本医科大学・特任教授
- 宗像達夫 - 薬学者、元東和大学工学部講師

## 出身者

### 研究者・学者
- 加藤勝行 - 帝京平成大学・教授、仙台青葉学院短期大学・教授、理学療法士
- 福井トシ子 - 日本看護協会・会長
- 江口勝彦 - 日本保健医療大学・教授、理学療法士

### 芸能
- 鳳真由 - 元宝塚歌劇団花組男役、診療情報管理士
- えりのあ - 歌手、医療福祉学部

### スポーツ
- 望月一 - 元プロ野球選手、理学療法士
- 鈴木宏基 - プロ野球審判員
- 島田周輔 - 元Jリーガー、理学療法士
- 笠原寛貴 - サッカー審判員（国際審判員）

### マスコミ
- 藤原瑠美 - 医療福祉ジャーナリスト

### 政界
- 石川雅俊 - 日本維新の会党員